# Emil Naumann
Emil Naumann (Berlin, 1827. szeptember 8. – Drezda, 1888. június 23.) német zeneszerző és zenei író. Johann Gottlieb Naumann zeneszerző unokája.

## Életpályája
Apja Moritz Naumann orvos. Zenei tanulmányai Frankfurtban után, 1842 és 1844 között Felix Mendelssohn Bartholdy tanítványa volt a lipcsei új konzervatóriumban. 1873-ban a drezdai konzervatórium zenetörténettanára volt. Krisztus című oratóriumát már 1848-ban előadták. Szerzett operákat is (Judith és Loreley), de jelentősebb zenei írói munkássága. Főbb könyvei: Deutsche Tondichter von Sebastian Bach bis auf die Gegenwart (1871); Italienische Tondichter von Palestrina... (1876); Illustrirte Musikgeschichte (2 kötet, 1880); Richard Wagner ellen írt füzetei: Musikdrama oder Oper (1876); Zukunftsmusik und die Musik der Zukunft (1877).

## Művei

### Színpadi múvei
- Die Mühlenhexe, vígopera 4 felvonásban, a zeneszerző librettója, Berlin 1862
- Loreley, nagy romantikus opera, librettó: Otto Roquette, Berlin 1889

### Kórusművei
- Christus der Friedensbote, oratórium (premier Drezda 1848, Sing-Akademie zu Dresden)[5]
- Der Herr ist König (93. zsoltár) op. 18 (Berlin 2003)
- Die Himmel erzählen die Ehre Gottes (19. zsoltár) op. 17 für 8-stimmig gem. Chor (Berlin 2003)
- Du Hirte Israels, höre (80. zsoltár) (Berlin 2003)
- Herr, der du bist vormals gnädig gewesen (65. zsoltár) op. 19 (Berlin 2003)
- Herr, unser Herrscher (8.zsoltár) (Berlin 2003)

### Írásai
- Illustrirte Musikgeschichte. Die Entwicklung der Tonkunst aus frühesten Anfängen bis auf die Gegenwart von Emil Naumann, K. Professor und Hofkirchenmusikdirektor. Erster Band; Berlin & Stuttgart, Verlag von W. Spemann (Vorwort von 1885)
- Emil Naumanns Illustrierte Musikgeschichte. Vollständig neubearbeitet und bis auf die Gegenwart fortgeführt von Eugen Schmitz. Einleitung und Vorgeschichte von Leopold Schmidt. 30 Kunst- und 32 Notenbeilagen. 273 Textabbildungen. Neunte Auflage; Union Deutsche Verlagsgesellschaft Stuttgart, Berlin, Leipzig (Vorwort zur 9. Auflage von 1928)

## Fordítás
- Ez a szócikk részben vagy egészben  az   Emil Naumann című német Wikipédia-szócikk fordításán alapul.  Az eredeti cikk szerkesztőit annak laptörténete sorolja fel. Ez a jelzés csupán a megfogalmazás eredetét és a szerzői jogokat jelzi, nem szolgál a cikkben szereplő információk forrásmegjelöléseként.

## Forrás
- Naumann. In  A Pallas nagy lexikona. Szerk. Bokor József. Budapest: Arcanum – FolioNET. 1998.  ISBN 963 85923 2 X